# Stig Oldén
Stig Lennart Oldén, född 8 juni 1922 i Västra Sallerups församling, död 13 september 1994 i Södra Åsums församling, var en svensk friidrottare som tävlade i spjutkastning. Han tävlade för Malmö AI.